# Pegoscapus attentus
Pegoscapus attentus är en stekelart som först beskrevs av Grandi 1952.  Pegoscapus attentus ingår i släktet Pegoscapus och familjen fikonsteklar. Inga underarter finns listade i Catalogue of Life.